# Nattvandring

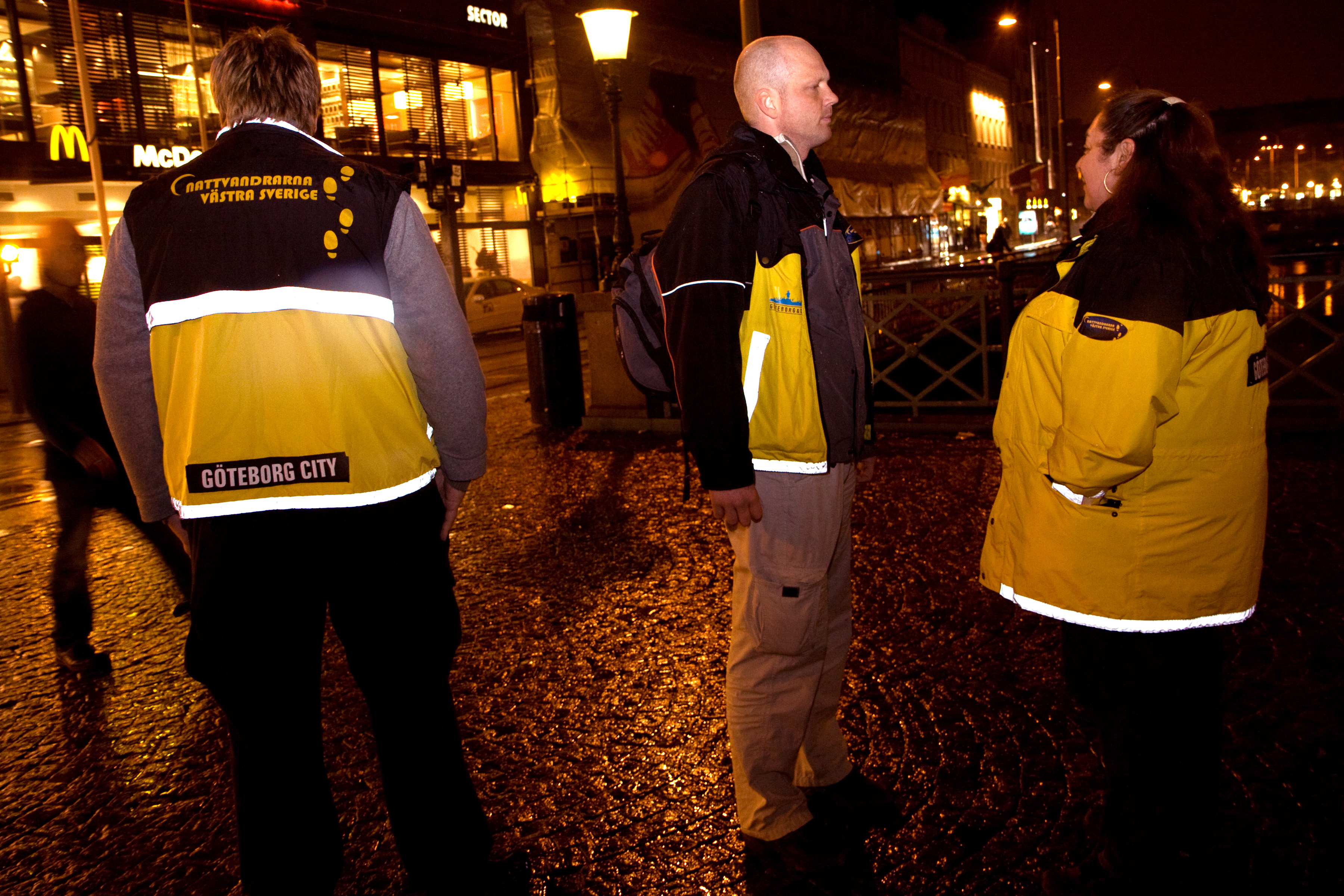
Nattvandrare i Göteborg samlas inför kvällens nattvandring.

Nattvandring, även föräldravandring, vuxenvandring, farsor och morsor på stan eller vuxna på stan, innebär att grupper av vuxna rör sig ute på gator och torg och i miljöer där ungdomar vistas kvälls- och nattetid, i syfte att skapa en lugnare miljö.
Nattvandrarnas mål är att skapa en bra miljö och en viss trygghet i det offentliga rummet. De ersätter inte polisen eller sociala fältarbetare utan kompletterar dessa. Nattvandrarna samarbetar med olika aktörer i samhället för att skapa bra resurser och medverka till en lugnare och tryggare miljö. Nattvandrarnas uppgifter kan exempelvis vara att praktiskt hjälpa ungdomarna eller bara vara en vuxen lyssnare som de kan prata med. Verksamheterna grundar sig på regelverk med avståndstagande till rasism, främlingsfientlighet, droger och våld.
Det finns inget krav på att vara förälder för att nattvandra, men den som nattvandrar bör ha ett intresse för ungdomar, samt en vilja att hjälpa till med att skapa trygghet bland ungdomar.
I Sverige finns det många lokala nattvandrarföreningar med olika namn, oftast kopplat till bostadsområden, stadsdelar eller samhällen. Redan i slutet på 1970-talet fanns det föräldragrupper som nattvandrade.

## Sverige

### Riksnätverket Nattvandrare i Sverige

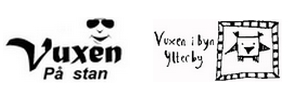
Vuxen på stan i Kungälv och Vuxen i Byn Ytterby.

Riksnätverket Nattvandrare i Sverige är en ideell, demokratiskt uppbyggd folkrörelse och intresseorganisation för lokala nattvandrarföreningar och nattvandrargrupper. Nattvandring innebär att vuxna huvudsakligen nattvandrar kvällar och nätter på fredagar och lördagar, vid olika former av festivalarrangemang, samt vid högriskhelger. Nattvandring bedrivs helt ideellt tillsammans i grupp om helst tre eller fler men inte mindre än två. En nattvandrare är en person som skall arbeta för och verkar som vuxen förebild för ungdomar. En nattvandrare ska vara minst 25 år och ha ett moget beteende. En nattvandrare stödjer främst ungdomar, tar ansvar och sätter gränser, finns till hands, ger stöd och hjälp. En nattvandrare är ingen myndighetsperson, har ingen myndighetsstatus och ska inte utge sig för att representera offentliga inrättningar. Till grund för hur nattvandring ska genomföras ligger det gemensamt för organisationen framtagna regelverk och policy som alla nattvandrare ska vara informerade om. 
Nattvandrande föräldrar går ibland omkring på lastbilsparkeringar för att förhindra att langare säljer alkohol från lastbil till ungdomar olagligt.

### Nattvandring.nu

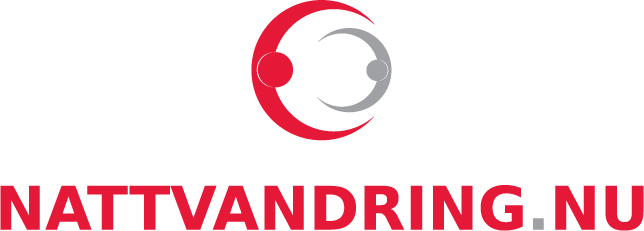
Nattvandring.nu:s Logotyp.

Nattvandring.nu är en politiskt och religiöst obunden stiftelse som arbetar för att utveckla, stödja och främja nattvandring i hela landet. Stiftelsens mål är att värna om ungdomars bästa på ungdomars egna villkor och därigenom skapa förtroende och dialog som annars inte var möjlig. All form av nattvandring inom stiftelsen sker ideellt och styrs inte mer än genom generella regler ifrån styrelsen. Nattvandrarna bestämmer själva på lokalnivå hur och när de ska genomföra sina vandringar. Nattvandring.nu finns representerad på cirka 230 orter i Sverige.
Från årsskiftet 2023–2024 blir Nadim Ghazale chef för 60 000 nattvandrare. 